# Benoît Pitte
 (octobre 2024).
Si vous disposez d'ouvrages ou d'articles de référence ou si vous connaissez des sites web de qualité traitant du thème abordé ici, merci de compléter l'article en donnant les références utiles à sa vérifiabilité et en les liant à la section « Notes et références ».
Benoît Pitte, né le 28 mars 1959, est un joueur de badminton français.
Il a été quatre fois champion de France en simple, et également quatre fois en double masculin associé à Christophe Jeanjean (champion de France 1988 en simple).

## Palmarès
| Saison    | Titre                         | Discipline    | N° | Nom(s)                             |
| --------- | ----------------------------- | ------------- | -- | ---------------------------------- |
| 1976/1977 | Championnat de France juniors | Simple hommes | 1  | Benoît Pitte                       |
| 1981/1982 | Championnat de France séniors | Simple hommes | 1  | Benoît Pitte                       |
| 1983/1984 | Championnat de France séniors | Simple hommes | 1  | Benoît Pitte                       |
| 1983/1984 | Championnat de France séniors | Double hommes | 1  | Benoît Pitte / Christophe Jeanjean |
| 1984/1985 | Championnat de France séniors | Simple hommes | 1  | Benoît Pitte                       |
| 1984/1985 | Championnat de France séniors | Double hommes | 1  | Benoît Pitte / Christophe Jeanjean |
| 1985/1986 | Championnat de France séniors | Simple hommes | 1  | Benoît Pitte                       |
| 1986/1987 | Championnat de France séniors | Double hommes | 1  | Benoît Pitte / Christophe Jeanjean |
| 1987/1988 | Championnat de France séniors | Double hommes | 1  | Benoît Pitte / Christophe Jeanjean |